# Cabo Gaspé
El cabo Gaspé (en francés: Cap Gaspé) es un promontorio de Canadá bañado por las aguas del golfo de San Lorenzo, situado en el extremo de la península de Forillon, en la parte oriental de la península de Gaspesia, en la provincia de Quebec.
Se encuentra dentro del parque nacional Forillon. Marca el final de la Ruta Internacional Apalaches.